# Vladimir Ryabov
Vladimir Ryabov (Chelyabinsk, 15 de setembro de 1950) é um compositor russo.
Estudou com Aram Khachaturian depois de ter sido duas vezes expulso do Conservatório de Moscou. Fez seu doutorado no Conservatório de Leningrado. A partir da década de 1980 atuou como pianista e compositor, escrevendo peças tanto para orquestra e coral quanto para instrumentos como o bayan, uma espécie de acordeão tradicional russo. Suas influências incluem a música folclórica russa e o neo-romantismo